# Lion of Babylon
Il Lion of Babylon o Asad Babil (in arabo: اسد بابل) era una versione migliorata del T-72 progettata ed assemblata in Iraq a partire dalla prima metà degli anni ottanta. Si tratta probabilmente del tentativo più ambizioso intrapreso dall'industria bellica irachena di produrre un sistema d'arma di produzione nazionale.

## Storia
Secondo quanto riferito da fonti ufficiali a partire dal 1982 il governo iracheno prese accordi con il governo polacco tramite una ditta polacca per la produzione su licenza di una versione migliorata del T-72 di fabbricazione sovietica. L'accordo prevedeva la costruzione di 250 unità assemblate in Iraq sfruttando scafi direttamente importati dalla Polonia per aggirare l'embargo imposto dalle Nazioni Unite in seguito alla guerra Iran Iraq. Tuttavia nonostante le intenzioni del regime iracheno fossero quelle di dare vita ad una propria industria bellica, in questa prima fase, a causa della mancanza di alcune delle infrastrutture necessarie per produrre questi sistemi d'arma, i carri venivano solamente assemblati in Iraq, operazione che probabilmente avveniva in uno stabilimento nei pressi di Najaf. A partire dal 1982 però l'Unione Sovietica fornì in segreto ulteriori parti e tecnologia al governo polacco per migliorare ulteriormente le prestazioni dei carri iracheni. Pertanto, nonostante il governo iracheno avesse già acquistato dall'Unione Sovietica dei carri T-72 nel 1979, ancora quando si trovava al potere il presidente Ahmed Hassan al-Bakr, i carri forniti a partire dal 1982 furono un decisivo passo in avanti dal punto di vista tecnologico, tenendo anche conto che questi mezzi avrebbero dovuto colmare alcune delle perdite subite nel corso del conflitto con l'Iran. Complessivamente nel 1982 l'esercito iracheno disponeva molto probabilmente già di qualche centinaio di mezzi tra T-72 e carri Asad.
Ciò nonostante il problema principale che impediva all'industria bellica irachena di avviare una propria catena di montaggio dei T-72 non era stato ancora risolto. Infatti, nonostante l'Iraq disponesse delle conoscenze per la costruzione di questi mezzi, il paese, all'epoca era ancora completamente sprovvisto di una acciaieria capace di fornire il materiale necessario per la costruzione dei T-72 di fabbricazione locale. Solo a partire dal 1986 l'acciaio necessario per la produzione di alcune delle parti dei carri poté essere finalmente fornito da una acciaieria costruita dalla Germania Ovest nei pressi di Taji. In seguito alla disponibilità di acciaio prodotto direttamente in Iraq grazie alla presenza di questa nuova acciaieria, a partire dal 1989 fu avviata la produzione dei primi carri completamente costruiti in Iraq. Tuttavia in seguito all'invasione del Kuwait nel 1990 l'Iraq si trovò nuovamente sotto embargo e la cronica carenza di materie prime limitò fortemente la produzione di nuovi carri, di fatto terminandone la produzione dopo soli pochi mesi.